# Assassinats homòfobs mitjançant apps de cites a Bilbao
Els assassinats homòfobs mitjançant apps de cites a Bilbao són una sèrie d'almenys 4 homicidis i possiblement 4 més (és a dir, 8 en total) suposadament perpetrats per Nelson David M. B. a Bilbao (País Basc) entre setembre i desembre de 2021. Per a dur a terme els assassinats, l'individu presumptament acordava trobades amb hòmens gais o bisexuals en apps de cites del dit caràcter, on es feia anomenar Carlos, i més tard drogava les víctimes per a robar-los grans sumes de diners i matar-les. És així com es va descobrir i vincular el seguit de crims: atès el desvalisament del compte corrent d'un dels afectats.
L'octubre de 2021, l'Ertzaintza va començar a investigar la mort en estranyes circumstàncies d'un home de 43 anys, i no es va lligar als altres casos immediatament perquè es pensava que havien estat morts per causes naturals. Sospesaven que el responsable dels assassinats era un jove d'entre 20 i 30 anys i que se n'havia anat a la Comunitat de Madrid o el País Valencià per a evitar ser detingut. Amb tot, el 5 de maig de 2022, el mateix Nelson David M.B. va declarar a les autoritats basques que havia estat ell amb qui tots aquells hòmens s'havien enviat missatges. No s'havia mogut de Bilbao i va negar haver comès tals crims. Tenia 25 anys, com havien previst, i és d'origen colombià. L'Ertzaintza l'havia detingut anteriorment per estafa, en concret l'any 2019.
També el 5 de maig, el col·lectiu LGBTI Kifkif va anunciar mitjançant Twitter que s'estudiaven casos comesos a la Comunitat de Madrid i al País Valencià, precisament, amb un historial idèntic als de Bilbao i també va sol·licitar la compareixença pública immediata del ministre de l'Interior d'Espanya, Fernando Grande-Marlaska Gómez, i l'exposició pública de la magnitud de la situació per a informar la població general i alertar la que podria ser afectada per atacs similars.